# Batalla de Medellín
La batalla de Medellín fue librada el 28 de marzo de 1809, durante la guerra de la Independencia española, entre tropas españolas mandadas por el general Gregorio García de la Cuesta, y francesas, dirigidas por el mariscal Claude-Victor Perrin. Tuvo lugar en los alrededores de Medellín (Badajoz) y fue una victoria francesa.

## Antecedentes
La campaña española a principios de 1809 comenzó con la Batalla de Uclés (1809).

### Preludio
Víctor inició su avance hacia el sur con el objetivo de destruir al Ejército de Extremadura, comandado por el general Cuesta, que retrocedía ante el avance francés. El 27 de marzo, Cuesta se reforzó con 7.000 efectivos y decidió enfrentarse a los franceses en batalla en lugar de continuar en retirada.
El campo de batalla estaba justo al sureste de la ciudad de Medellín, aproximadamente 300km al suroeste de Madrid. El río Guadiana corría a lo largo de un eje oeste-este en el extremo norte del campo de batalla, unido al río Hortiga, que corría a lo largo de un eje norte-sur que impedía cualquier maniobra de flanqueo español en la derecha francesa. Víctor tenía aproximadamente 17.500 soldados, mientras que Cuesta poseía alrededor de 23.000. Sin embargo, Víctor tenía una ventaja de 50-30 en armas y también podía contar con más caballería que los españoles, 4.500 a 3.000.
Ambos comandantes organizaron sus ejércitos de una manera inusual, aunque la configuración de Víctor parece haber sido más razonable. El centro del ejército francés, una división de infantería al mando del general Eugene-Casimir Villatte, ocupaba la carretera principal que conducía de Medellín a Don Benito en el sureste, mientras que las alas, comandadas por Lasalle (la izquierda) y Latour-Maubourg (la derecha), estaban mucho más al sur y sureste. Cada ala estaba compuesta por una división de caballería y dos batallones de infantería llenos de tropas alemanas de la Confederación del Rin. Aparentemente, las intenciones de Víctor eran seguir retirando sus flancos más y más cerca del centro hasta que un poderoso contraataque pudiera romper las líneas españolas. La reserva de Victor era una división de infantería al mando del general François Ruffin, que no tomaría parte en la batalla. El esquema innovador de Víctor puede contrastarse fuertemente con los errores de Cuesta: Cuesta no mantuvo reserva y extendió sólo 23.000 hombres, desplegados en cuatro filas, en un arco de seis kilómetros desde Guadiana a Hortiga. Su plan era simplemente atacar las alas francesas y esperar atrapar a todo el ejército francés de espaldas a Medellín y al río Guadiana, que era exactamente lo que Víctor esperaba.

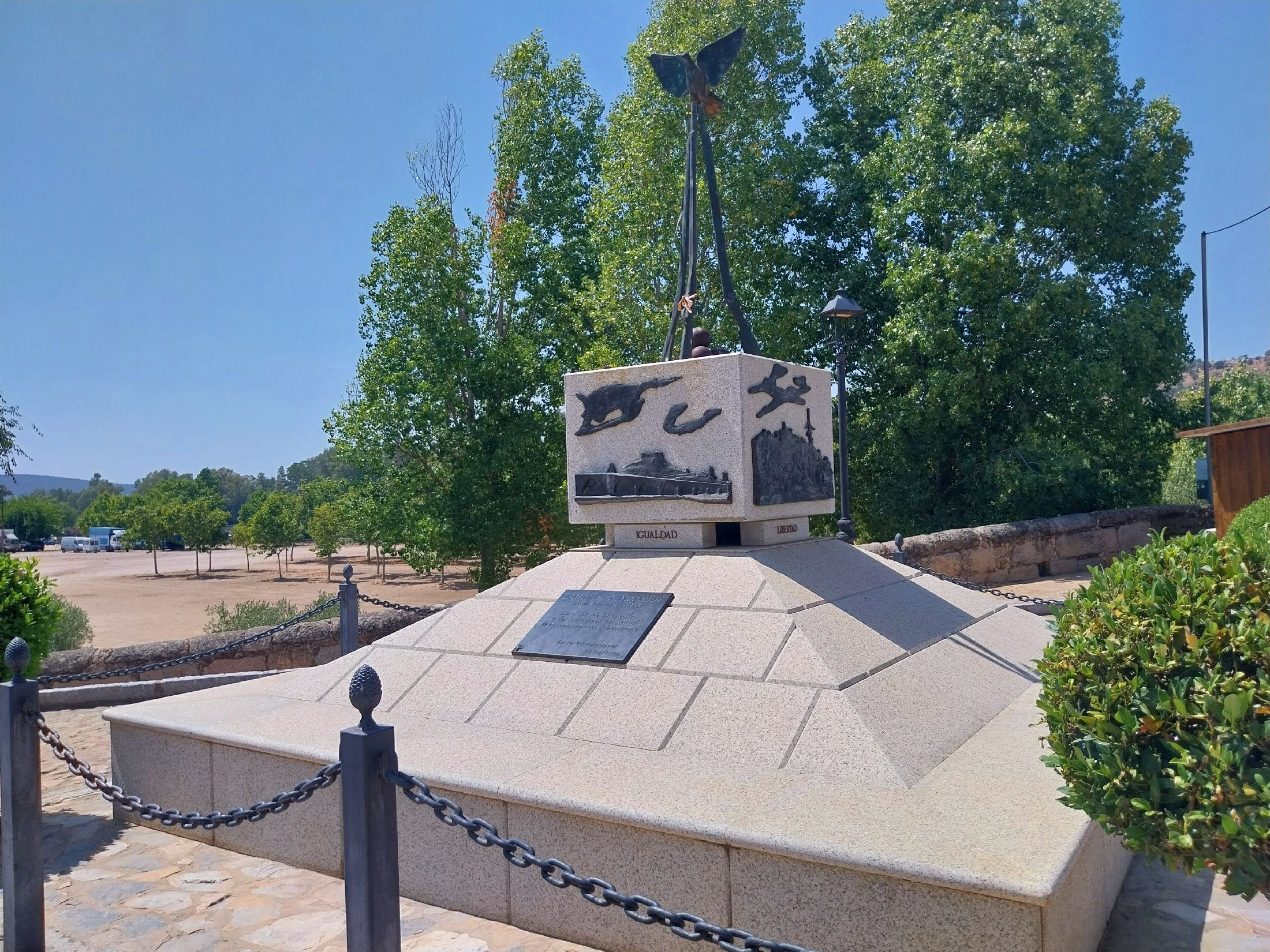
Monumento a la batalla erigido en Medellín

Las pérdidas españolas fueron más de 10 000 vidas y veinte piezas de artillería y las francesas casi 4000 soldados. Los franceses no hicieron prisioneros, y durante todo el día fusilaron a todos los españoles que se rindieron. El ala derecha española fue totalmente rodeada, siendo masacrados los soldados atrapados. Al menos 8000 españoles murieron, aunque la cifra podría elevarse a 16 000, que fue el número de cuerpos que los enterradores enviados por los franceses sepultaron en el campo de batalla.
Las tropas napoleónicas destruyeron por completo las 458 casas de la ciudad, derribando incluso la casa donde nació el célebre conquistador Hernán Cortés. Los franceses asolaron la ciudad durante 47 días consecutivos asesinando a todos los prisioneros españoles que capturaron con vida